# فوقت
فوقَت (انگلیسی: Foghat) گروه راک انگلیسی هستند که در سال ۱۹۷۱ میلادی در انگلستان تشکیل شدند.